# Hologram LP
Hologram LP – pierwszy solowy album studyjny polskiego artysty Gverilli wydany 13 marca 2020 nakładem Revolume.
Album znalazł się na 6. miejscu listy OLiS.

## Lista utworów
Opracowano na podstawie materiału źródłowego.
1. Intro (prod. KAMP!)
2. Hologram (prod. Faded Dollars)
3. ABRA (prod. Gverilla x Errbits)
4. Pass (prod. Errbits)
5. CNBC (prod. Kusha)
6. Siostra feat. Ten Typ Mes (prod. The Returners)
7. Zmiany feat. Kacperczyk (prod. AIST)
8. Wielu z nich feat. Jan Rapowanie (prod. Symer)
9. Skrywa9 feat. OKI (prod. Skrywa)
10. Ile lat (prod. Skrywa)
11. KORPO feat. Jetlagz (prod. Errbits)
12. Długie Noce feat. Lena Osińska (prod. Steez83)
13. Ogień (prod. ENZU)
14. Wiesz feat. Klaudia Szafrańska (prod. ENZU)
15. Demony feat. KAMP!
16. Digital Dreams (prod. ENZU) (Utwór obecny tylko w wersji fizycznej krążka)
17. Non Stop (prod. Sem0r) (Utwór obecny tylko w wersji fizycznej krążka)